# Промисловий гідравлічний транспорт
Гідравлічний транспорт промисловий (рос.гидравлический транспорт промышленный, англ. hydraulic transport for industry, pipeline transport for industry; нім. Industrie-Hydrotransport m) — технологічний процес переміщення матеріалів потоком води в межах промислових підприємств або їх комплексів. У гірничій промисловості Г.т.п. застосовується:
- а) на шахтах — для доставки корисних копалин, або гірничої маси від вибою на поверхню; для переміщення у вироблений простір закладного матеріалу з поверхні шахт;
- б) на відкритих розробках — для транспортування породи у відвал;
- в) на збагачувальних фабриках — для внутрішньофабричного транспорту, для транспортування шламів та хвостів у шламовідстійники, хвостосховища, мулонакопичувачі.

За принципом дії Г.т.п. розподіляють на безнапірний, напірний та комбінований. Безнапірним Г.т.п. вантаж рухається самопливом, у підземних умовах — по жолобах та лотках; на кар'єрах — по траншеях, канавах, трубах, які розташовані з деяким нахилом (останній приймають залежно від грудкуватості насипного матеріалу, концентрації пульпи, шорсткості поверхні провідника). При напірному Г.т.п. гідросуміш переміщується за допомогою природного або штучного напору. В останньому випадку пульпа із спеціального резервуара подається вуглесосом, шламовим або ґрунтовим насосом у трубопровід.
Можливий також варіант введення в трубу сипучого матеріалу за допомогою спеціального завантажувального пристрою, а чистої води — насосом. При комбінованому Г.т.п. на одній частині траси діє безнапірний, а на іншій — напірний гідротранспорт. Переваги Г.т.п. — простота прокладання трубопроводу при складних трасах та можливість розміщення його під землею, малі габаритні розміри трубопроводу, висока продуктивність, мала трудомісткість обслуговування, можливість забезпечення високого ступеня автоматизації, органічний зв'язок транспортування з іншими технологічними процесами (гідровидобуток, збагачення, аґломерація тощо). Недоліки: відносно великі витрати води та — при відсутності природного напору — висока енергоємність, швидкий знос обладнання, подрібнення та розмокання матеріалів в процесі транспортування, труднощі експлуатації в суворих зимових умовах.